# Mireille Domenech-Diana
Pour les articles homonymes, voir Domenech et Diana.
Mireille Domenech-Diana, connue aussi sous le nom de Mireille Elmalan, née le 8 janvier 1949 à Mâcon (Saône-et-Loire), est une femme politique française.

## Biographie
Employée d'accueil, puis agent technique à la caisse d'allocations familiales, Mireille Elmalan est la fille d'une élue municipale communiste de Pierre-Bénite, adjointe aux affaires sociales.
Elle devient elle-même maire-adjointe de Pierre-Bénite en 1983. Elle est élue députée européenne en 1989.
Elle est maire de Pierre-Bénite de 2001 à 2009, puis exerce de nouveau cette fonction, à la mort de Serge Tarassioux, de 2011 à 2014.

## Détail des fonctions et des mandats
Mandats parlementaires
- 25 juillet 1989 - 18 juillet 1994 : Députée européenne
- 19 juillet 1994 - 19 juillet 1999 : Députée européenne